# Стефан Венедикт Попов
Вижте пояснителната страница за други личности с името Стефан Попов.
Стефан Венедикт Попов е български архитект от първата половина на ХХ век.

## Биография
Стефан Попов е роден на 23 януари 1889 г. в гр. Русе. Син е на видния варненски общественик и адвокат Венедикт Попов. Завършва Мъжката гимназия във Варна и впоследствие архитектура в Мюнхен, Германия, през 1911 г.
Взема участие като младши офицер във войните за национално обединение в периода 1912 – 1918 г. От 1919 г. работи във Варна, като изгражда над 200 обекта – частни домове, вили, хотели, доходни здания и др. Съвместно с архитект Дабко Дабков проектира монументалната сграда на Търговско-индустриалната камара, днес Щаб на Военноморските сили. 
Попада в състава на Варненския общински съвет по време на Варненската комуна. През 1931 г. е народен представител. През 1940 г. става председател на Българо-немското дружество и след 9 септември 1944 г. е осъден от т. нар. „Народен съд“ на 15 години затвор. Освободен е предсрочно през 1949 г. Излиза от затвора с разклатено здраве.
Умира на 2 септември 1956 г.

## Известни сгради в гр. Варна
- Търговско-индустриална камара и Стокова борса на ул. "Преслав" №16 (Днес - Щаб на ВМС) - в съавторство с арх. Дабко Дабков - 1928 г.[4]

- Жилищна сграда на ул. "Славянска" №20 (Къщата с папагалите) - 1923 г.[5]
- Жилищна сграда на ул. "Кназ Дондуков" №20 - 1922 г.
- Жилищно-търговска сграда на Пандо Кузов на бул. "Княз Борис І" №1 / ул. "Драгоман" №2 - 1938 г.

## Памет
Творчеството и животът на арх. Попов са събрани в книга, излязла от печат на 20 януари 2011 г. Автор на книгата е Християн Облаков.
В град Варна (Район Приморски, кв. Св. Никола) има улица кръстена на негово име.